# Пинта (стакан)
Пи́нта — стакан цилиндрической формы с толстым дном и расходящимися по направлению кверху стенками. Изначально использовался для замера объёма пива. Существует три стандарта для пинт — американская, немецкая и имперская. Пинта используется для подачи пива или сидра, а также стаута, портера, «гиннесса» и эля.

## Описание
| Тип пинты               | Объём, мл                            | Описание                        | Изображение |
| ----------------------- | ------------------------------------ | ------------------------------- | ----------- |
| Имперская пинта         | 568                                  | Имеет горбинку в верхней части  |             |
| Немецкая пинта (Becker) | Не имеет строго определённого объёма | Имеет сужение вверху            |             |
| Американская пинта      | 470                                  | По форме ровный конусный стакан |             |

## Имперская пинта
Британский стакан-пинта вмещает 1 имперскую пинту или 20 имперских жидких унций, что равно 568 мл. Этот стакан — самая распространённая ёмкость для пива. Имперская пинта является таким же символом британских традиций, «как лондонский Тауэр или ростбиф и йоркширский пудинг».
У пинтового стакана «nonic» в верхней части небольшая выпуклость, она предохраняет его край от сколов при случайном опрокидывании, кроме того стаканы nonic более удобно вкладывать друг в друга и легко вынимать. Во многих питейных заведениях США пиво продают не в пинтовых стаканах объёмом 16 унций, как определено законом, а в стаканах объёмом 14 унций, размер которых не соответствует закону.
Имперские меры для алкогольных напитков в Великобритании были отменены с 31 декабря 1994 года. Кроме разливного пива весь алкоголь со дня отмены имперских мер продаётся в мерах, соответствующих стандартам Европейского союза.
В середине 2000-х годов общество CAMRA развернуло кампанию за получение потребителем полной пинты пива, тогда как из-за пенной шапки (которая, по мнению представителей CAMRA, не является жидкостью) в стакане-пинте продаётся неполная пинта напитка, каждый день потребители недополучают пива «на миллион фунтов в день». В феврале 2005 года в передаче BBC Politics Show было выдвинуто предложение принять закон, в котором пинта определялась бы как жидкость на 100 %. По состоянию на 2008 год в пинте допускалось наличие не менее 95 % жидкости. Для решения проблемы среди прочего предлагалось увеличить пинтовый стакан и обозначить объём, равный пинте, белой линией. В таком случае покупатель мог бы сразу определить, входит ли в пинту пивная шапка. Однако не все любители пива были готовы принять это нововведение.